# Childer Thornton
Childer Thornton – wieś w Anglii, w hrabstwie ceremonialnym Cheshire, w dystrykcie (unitary authority) Cheshire West and Chester. Leży 12 km na północ od miasta Chester i 276 km na północny zachód od Londynu.